# Philips Stadion
Het Philips Stadion is het thuisstadion van de Eindhovense voetbalclub PSV.

## Geschiedenis en bouw
Het Philips Stadion ligt aan de Frederiklaan in het Philipsdorp in het Eindhovense stadsdeel Strijp, vlak bij het centrum van Eindhoven.
Zaterdag 12 december 1910 wordt het Philips Elftal opgericht door werknemers van de Philips Gloeilampenfabriek in Eindhoven. Dat jaar zijn net de eerste huizen gereed van Philipsdorp, een fabrieksdorp ontworpen naar Brits model om de vele nieuwe werknemers te kunnen huisvesten. Het Engelse fabrieksdorp Port Sunlight vlak bij de rivier de Mersey en de stad Liverpool is een van de inspiratiebronnen. Een deel aan de Frederiklaan wordt niet bebouwd en op dit stuk grond voetballen de bewoners en werknemers van Philips.
Zondag 15 januari 1911 speelt het Philips Elftal zijn eerste officiële wedstrijd aan de Frederiklaan op exact dezelfde locatie waar nu het Philips Stadion is. Tegenstander is het tweede elftal van Hollandia uit Woensel. Nadat Anton Philips zich onder luid gejuich in een open wagen naar het veld heeft laten brengen, verricht zijn vijfjarige zoontje Frits Philips de aftrap. Philips Elftal wint met 4-0, door doelpunten van Van der Slooten, Bouchotte, Lehman en Wiecherink.
Twee oprichters van het Philips Elftal, Hendrik Huisken en Willem Schouten, zijn op 31 augustus 1913 ook mede-oprichter van de Philips Sport Vereeniging (toenmalige spelling). In eerste instantie vooral gericht op atletiek maar als op 22 oktober 1913 het Philips Elftal zich aansluit bij de nieuwe sportvereniging wordt er ook gevoetbald. De voetbaltak van de Philips Sport Vereeniging behoudt tot 1916 de naam Philips Elftal.
Op 3 juni 1916 wordt de eerste overdekte houten tribune en het eigen clubhuis geopend. De tribune biedt plaats aan 900 toeschouwers en het sportcomplex van PSV wordt  – meer nog dan voorheen – de plek waar het maatschappelijk leven in Strijp zich afspeelt. In 1916 wordt op het sportterrein ook het 25-jarig bestaan van Philips gevierd. Het Philips Elftal gaat vanaf 31 oktober 1916 verder onder de naam Philips Sport Vereeniging (later afgekort tot PSV).
Op 24 september 1933 wordt de nieuwe overdekte hoofdtribune van steen en beton geopend met een capaciteit van 9.000 zitplaatsen.

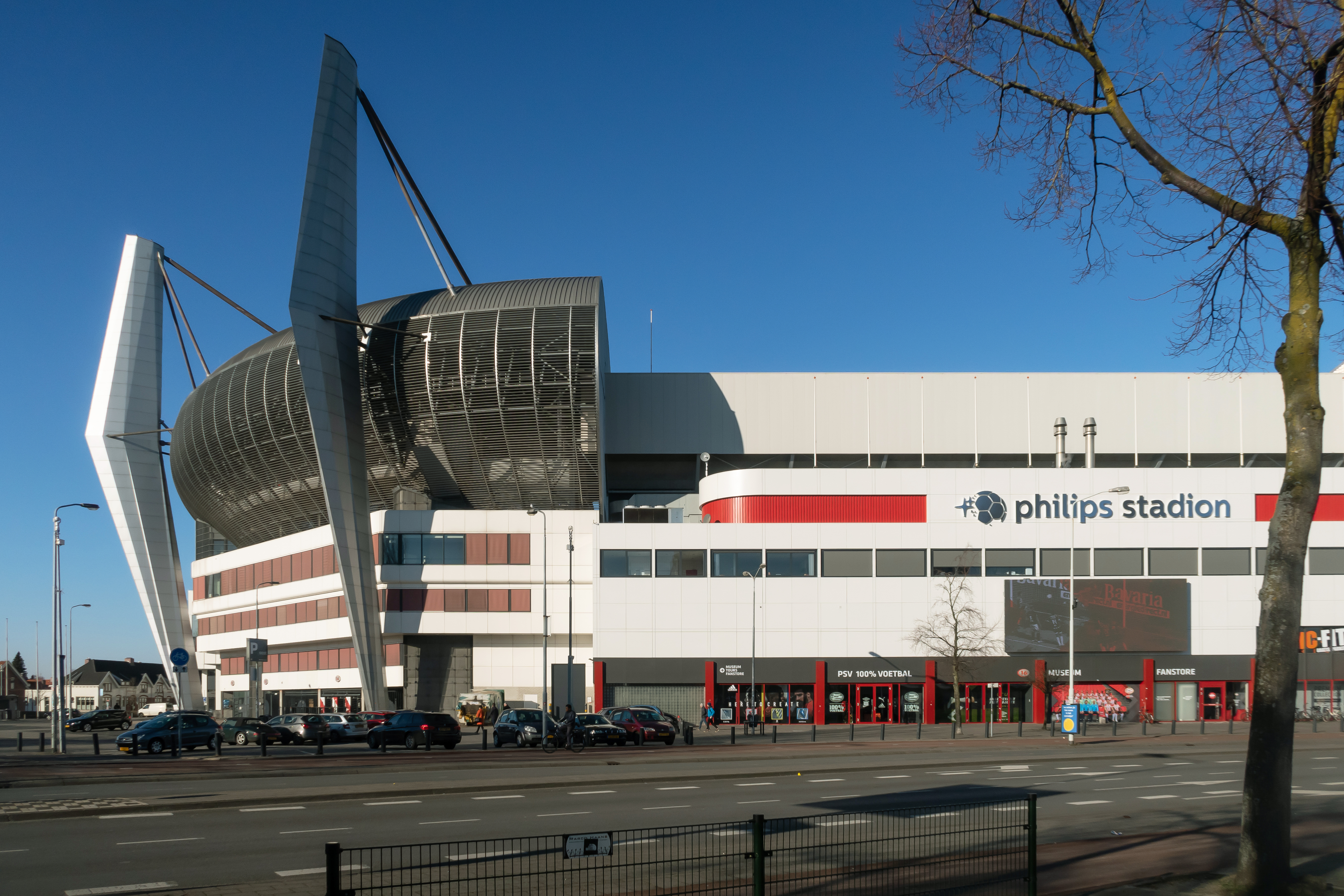
Philips Stadion van buiten

Tijdens de oorlog wordt het stadion geconfisqueerd door de bezetter en in 1944, na de bevrijding van Eindhoven, wordt de schade hersteld die een bombardement heeft gemaakt. Er komen staantribunes bij en de capaciteit wordt uitgebreid naar 17.500. Medio jaren 50 wil PSV verdere uitbreiding, in 1958 wordt de sintelbaan die om het veld heen lag verwijderd om het voetbalveld groter te kunnen maken. Het veld mat toen 68 × 105 meter. Ook worden vier lichtmasten geplaatst, alle 46 meter hoog en voorzien van 240 lampen, maar aan de uitbreiding van het stadion zelf wilde de gemeente, net als in de beginjaren, wederom niet meewerken en de uitbreiding werd uitgesteld. In 1968 werd, op nadrukkelijk advies van Frans Otten, gestart met renovatie en uitbreiding van het stadion. Doel was een stadion te bouwen geschikt voor 26.500 toeschouwers. De renovatie werd gestart in 1969 en als eerste werd een overdekte en verwarmde staantribune opgeleverd, vak L, oftewel de L-Side. De uiteindelijke verbouwing was in 1977 voltooid met de oplevering van een nieuwe hoofdtribune.
Wegens betonrot in het dak moest de zuid-tribune eind jaren 80 na tien jaar alweer verbouwd worden. De funderingen en een deel van de tribune bleven behouden en er werd meteen een begin van een tweede ring op gebouwd. Bovendien werden er in de nieuwe Zuidtribune luxe skyboxen en accommodaties ingericht waarmee het Philips Stadion een van de meest luxe stadions van Nederland werd. Het stadion is door de jaren heen steeds verder gemoderniseerd, in 2002 werden de Zuiderhoeken aangemaakt.
Het veld is 105 meter lang en 68 meter breed en het is voorzien van systemen voor bevochtiging, bemesting, drainage en verwarming. Het veld wordt iedere dag met speciale groeilampen bestraald volgens het SGL-concept. In 2005 werden de hekken langs de velden verwijderd, waardoor de supporters een beter zicht kregen op het veld. Het stadion beschikt over vier grote Philipsschermen voor wedstrijdbeelden en/of advertenties. In 2016 werd besloten om de eerste ring van de oosttribune te verbouwen tot een soort staantribune met behulp van klapstoeltjes die ervoor moet zorgen dat er weinig ongelukken gebeuren. Ook werden in dat jaar dug-outs tussen de toeschouwers gebouwd, ongeveer zoals in Engeland. Dit was omdat vanaf het seizoen 2016/2017 het maximum aantal wisselspelers op de bank in Nederland werd verhoogd tot twaalf man. Daarom besloot de club om de dug-out langs het veld weg te halen en tussen de toeschouwers te bouwen.

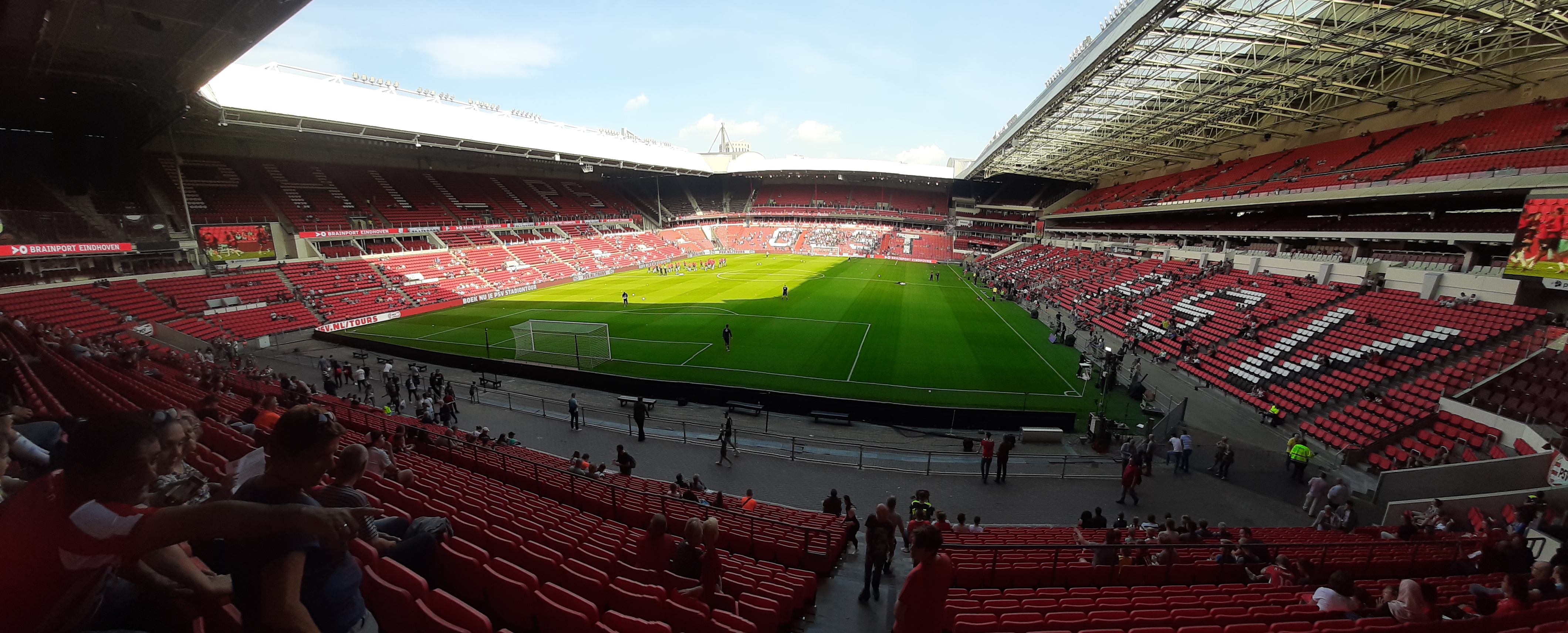
Philipsstadion, 2019

In het stadion is plek voor 36.500 bezoekers op uitsluitend verwarmde zitplaatsen. Er zijn 1.239 business seats en 948 daarvan staan in business-rooms. Er is een restaurant dat bekroond was met een Michelinster, een eetcafé, een koffiezaak, supporterswinkel en een fanshop. In november 2007 werden door PSV plannen aangekondigd om de stadioncapaciteit uit te breiden naar 42.000 plaatsen (de minimumcapaciteit voor een stadion op een WK-eindronde), maar deze vonden geen doorgang toen de kandidatuur van Nederland voor het organiseren van een WK werd afgeschoten.
Op 1 september 2009 heeft het stadion enige tijd in brand gestaan. De brand ontstond vermoedelijk door laswerkzaamheden op de tribune. De brandweer was snel ter plaatse, waardoor de brand binnen een uur onder controle was.
Het trainingscomplex van PSV heet De Herdgang en ligt vier kilometer van het stadion, in de bossen bij het Philips de Jongh Wandelpark en de Wielewaal.
Op 9 januari 2014 maakt de leiding van PSV tijdens een trainingskamp op de Canarische Eilanden bekend dat het voor 2020 plannen ontwikkeld wil hebben voor een stadion met een capaciteit van 50.000 bezoekers. Onderzocht moet nog worden of dat het beste kan gebeuren door nieuwbouw of door een uitbreiding van het huidige onderkomen.
In 2011 wordt de grond onder het stadion eigendom van de gemeente Eindhoven, maar het stadion zelf is eigendom van de club.

## Wedstrijden

### Europa Cup finales
|   | Datum       | Wedstrijd                    | Uitslag | Competitie                         | Bezoekers |
| - | ----------- | ---------------------------- | ------- | ---------------------------------- | --------- |
| 1 | 9 mei 1978  | PSV – SC Bastia              | 3 – 0   | UEFA Cup 1978 (terugwedstrijd)     | 27.000    |
| 2 | 10 mei 2006 | Middlesbrough – Sevilla      | 0 – 4   | UEFA Cup 2006                      | 31.300    |
| 3 | 3 juni 2023 | FC Barcelona – VfL Wolfsburg | 3 – 2   | UEFA Women's Champions League 2023 | 33.147    |

### EK-interlands
|   | Datum        | Wedstrijd           | Uitslag | Toernooi                 | Bezoekers |
| - | ------------ | ------------------- | ------- | ------------------------ | --------- |
| 1 | 12 juni 2000 | Portugal – Engeland | 3 – 2   | EK 2000 - Groepsfase (A) | 33.000    |
| 2 | 15 juni 2000 | Zweden – Turkije    | 0 – 0   | EK 2000 - Groepsfase (B) | 24.500    |
| 3 | 19 juni 2000 | Italië – Zweden     | 2 – 1   | EK 2000 - Groepsfase (B) | 25.000    |

## Evenementen
Het Philips Stadion wordt ook voor concerten gebruikt, waaronder de volgende artiesten:
- 1990: Eros Ramazzotti
- 2006–2024: Guus Meeuwis - Groots Met Een Zachte G
- 2007: BLØF
- 2019: Guus Meeuwis - Groots Met Een Zachte G - Junior
- 2020: Rob Scheepers - Stadion Tour 2020

## Trivia
- Eén stoel blijft altijd leeg tijdens wedstrijden van PSV, namelijk in vak D, rij 22, stoel 43. Op deze stoel zat het boegbeeld van PSV, Frits Philips, die geen gebruik wenste te maken van luxe faciliteiten zoals de vip-box, maar ervoor koos om tussen de supporters plaats te nemen. Na zijn dood in 2005 besloot PSV de stoel ter ere van Philips altijd leeg te laten. In 2008 werd de rij waarop Philips zat "verwijderd".[6] Alle rijen schoven één plaats naar beneden, zo ook de stoel van Frits Philips; terwijl de onderste rij verviel.
- Sinds 21 maart 2009 staan er permanent led-borden rond het veld van het Philips Stadion. Voor de UEFA-Cup-wedstrijd tegen Helsingborgs IF werd al led-borden gehuurd; via hoofdsponsor Philips zijn er led-borden aangeschaft.
- Sinds het seizoen 2015/2016 heeft PSV als eerste club in de Eredivisie led-verlichting als stadionverlichting. Hierdoor kunnen er lichtshows worden gehouden.
- Sinds het seizoen 2019/2020 heeft PSV als eerste Eredivisieclub led-borden langs de bovenste ring.